# SRF zwei
SRF zwei è un canale televisivo generalista svizzero edito da SRF, filiale di lingua tedesca dell'azienda pubblica SRG SSR.

## Storia dell'emittente
Nato il 1º settembre 1997 come canale atto ad offrire i programmi di SRF 1 ad orari diversi da quelli ufficiali di messa in onda; ad oggi SRF zwei, oltre a svolgere questa funzione, si offre come punto d'intrattenimento per quanto riguarda i programmi per i bambini e le serie televisive statunitensi.
L'emittente, originariamente chiamata SF2, ha cambiato nome e logo il 12 dicembre 2005, passando da un logo rosso e blu ad uno completamente giallo contenente il logo SF e la scritta zwei.
Il 16 dicembre 2012 SF zwei è diventata SRF zwei.
Dal 3 giugno 2019, insieme a tutti i canali della SRG SSR, SRF zwei ha cessato definitivamente le sue trasmissioni tramite lo standard di trasmissione DVB-T passando alla tecnologia DVB-S2, rendendosi così disponibile unicamente via satellite, in streaming e via cavo.

## Palinsesto
L'emittente trasmette in prima serata programmi di elevato tenore culturale e programmi d'intrattenimento, oltre che telefilm statunitensi di successo.

### Informazione
- SRF Tagesschau: telegiornale

### Altri programmi
- Sport aktuell: programma d'attualità sportiva
- Genial daneben: quiz umoristico
- Black'n'Blond: show in seconda serata con Roman Kilchsperger e Chris von Rohr
- Musicnight: programma musicale
- Junior: programma per ragazzi

### In collaborazione con PresseTv
- NZZ Format: programma a cura del Neuen Zürcher Zeitung.
- Gesundheit Sprechstunde
- Motorshow: programma a tema automobilistico
- Cash-TV
- Cash-Talk
- KonsumTV: programma in difesa dei consumatori (simile a Mi manda Raitre)
- Standpunkte
- 100 Minuten

## Loghi

Logo utilizzato fino al 5 dicembre 2005
Logo utilizzato fino al 29 febbraio 2012
Logo utilizzato fino al 15 dicembre 2012
Logo attuale SRF zwei

## Ricezione in Italia
Con l'introduzione della televisione digitale, tramite la Radiotelevisione Azienda Speciale i programmi sono ricevibili gratuitamente in Alto Adige e, dal giugno 2013, in Trentino.